# Тама (округ, Айова)
Шаблон:StateAbbr_ 42°04′43″ пн. ш. 92°31′53″ зх. д. / 42.078611111111° пн. ш. 92.531388888889° зх. д.
Округ  Тама (англ. Tama County) — округ (графство) у штаті  Айова, США. Ідентифікатор округу 19171.

## Історія
Округ утворений 1843 року.

## Демографія
За даними перепису 
2000 року 
загальне населення округу становило 18103 осіб, зокрема міського населення було 5024, а сільського — 13079.
Серед мешканців округу чоловіків було 8893, а жінок — 9210. В окрузі було 7018 домогосподарств, 4971 родин, які мешкали в 7583 будинках.
Середній розмір родини становив 3,01.
Віковий розподіл населення поданий у таблиці:
| Стать    | До 15 років | 15-21 | 22-29 | 30-39 | 40-49 | 50-65 | 65-85 | Понад 85 |
| -------- | ----------- | ----- | ----- | ----- | ----- | ----- | ----- | -------- |
| Чоловіки | 2022        | 910   | 667   | 1151  | 1332  | 1423  | 1233  | 155      |
| Жінки    | 1872        | 793   | 678   | 1177  | 1258  | 1430  | 1591  | 411      |

## Суміжні округи
- Блек-Гок — північний схід
- Бентон — схід
- Айова — південний схід
- Повешік — південь
- Джеспер — південний захід
- Маршалл — захід
- Гранді — північний захід

## Виноски
1. ↑  U.S. Decennial Census. United States Census Bureau. Архів оригіналу за 12 травня 2015. Процитовано 20 липня 2014.
2. ↑  Historical Census Browser. University of Virginia Library. Архів оригіналу за 11 серпня 2012. Процитовано 20 липня 2014.
3. ↑  Population of Counties by Decennial Census: 1900 to 1990. United States Census Bureau. Архів оригіналу за 22 квітня 2014. Процитовано 20 липня 2014.
4. ↑  Census 2000 PHC-T-4. Ranking Tables for Counties: 1990 and 2000 (PDF). United States Census Bureau. Архів оригіналу (PDF) за 18 грудня 2014. Процитовано 20 липня 2014.
5. ↑  State & County QuickFacts. United States Census Bureau. Архів оригіналу за 19 грудня 2015. Процитовано 20 липня 2014. [Архівовано 2015-12-19 у Wayback Machine.](англ.) Наведено за англійською вікіпедією.
6. ↑  American FactFinder. Бюро перепису населення США. Архів оригіналу за 26 лютого 2012. Процитовано 31 січня 2008. [Архівовано 2008-05-21 у Wayback Machine.]

| США | Це незавершена стаття з географії США. Ви можете допомогти проєкту, виправивши або дописавши її. |